# The Silent Force Tour
The Silent Force Tour – drugi album DVD pochodzącego z Holandii metalowego zespołu Within Temptation. Został nagrany z okazji wydania i trasy koncertowej albumu The Silent Force na zaplanowanym Java Island w Amsterdamie. DVD zawiera też kilka piosenek z dwóch innych koncertów.

## Lista utworów
Opracowano na podstawie materiału źródłowego.
| DVD 1 | DVD 1                                                    | DVD 1   |
| Nr    | Tytuł utworu                                             | Długość |
| ----- | -------------------------------------------------------- | ------- |
| 1.    | „Deceiver of Fools”                                      | 7:23    |
| 2.    | „Stand My Ground”                                        | 4:30    |
| 3.    | „Jillian (I'd Give My Heart)”                            | 4:57    |
| 4.    | „It's the Fear”                                          | 4:05    |
| 5.    | „Forsaken”                                               | 4:59    |
| 6.    | „Angels”                                                 | 4:09    |
| 7.    | „Towards the End”                                        | 3:31    |
| 8.    | „Memories”                                               | 4:02    |
| 9.    | „Intro”                                                  | 1:53    |
| 10.   | „See Who I Am”                                           | 4:56    |
| 11.   | „Aquarius”                                               | 4:59    |
| 12.   | „Pale”                                                   | 4:31    |
| 13.   | „Jane Doe”                                               | 4:45    |
| 14.   | „Caged”                                                  | 6:05    |
| 15.   | „Mother Earth”                                           | 5:44    |
| 16.   | „Candles”                                                | 6:53    |
| 17.   | „The Other Half (Of Me)”                                 | 5:11    |
| 18.   | „Ice Queen”                                              | 5:10    |
| 19.   | „Memories” (Live in 05, Helsinki, Finland, 2005)         | 4:26    |
| 20.   | „Angels” (Live in 05, Helsinki, Finland, 2005)           | 4:09    |
| 21.   | „Stand My Ground” (Live in 05, Helsinki, Finland, 2005)  | 4:30    |
| 22.   | „Ice Queen” (Live at Rock Werchter, Belgium, 2005)       | 4:21    |
| 23.   | „See Who I Am” (Live at Rock Werchter, Belgium, 2005)    | 5:35    |
| 24.   | „Stand My Ground” (Live at Rock Werchter, Belgium, 2005) | 4:30    |
| 25.   | „Stand My Ground” (teledysk)                             | 3:57    |
| 26.   | „Memories” (teledysk)                                    | 3:50    |
| 27.   | „Angels” (teledysk)                                      | 4:02    |
|       |                                                          | 2:07:03 |

| DVD 2 | DVD 2 | DVD 2   |
| Nr    | Tytuł utworu | Długość |
| ----- | --- | ------- |
| 1.    | „Backstage - EU Tour 2003: Candles”                                                                                        | 8:04    |
| 2.    | „Backstage - Graspop, Belgium 2003: Say My Name / Deceiver of Fools / Jillian (I'd Give My Heart)”                         | 1:16    |
| 3.    | „Backstage - Mera Luna, Germany 2003: Deceiver of Fools / Jillian (I'd Give My Heart)”                                     | 2:29    |
| 4.    | „Backstage - Highfield Festival, Germany 2003”                                                                             | 1:30    |
| 5.    | „Backstage - Halloween Show, MTV, Germany 2003: Deceiver of Fools”                                                         | 1:37    |
| 6.    | „Backstage - WT In Paris: Candles”                                                                                         | 1:37    |
| 7.    | „Backstage - X-Mas Tour, Germany 2003: The Other Half / Intro / See Who I Am / Mother Earth / Deep Within”                 | 5:49    |
| 8.    | „Backstage - Harpen Gala, The Netherlands, 2004: Overcome”                                                                 | 6:01    |
| 9.    | „Backstage - On the Road (Austria 2004)”                                                                                   | 0:55    |
| 10.   | „Backstage - That's Live 2004: Jillian (I'd Give My Heart)”                                                                | 4:38    |
| 11.   | „Backstage - EU Tour 2005: Enter / Stand My Ground / Our Farewell / Jillian (I'd Give My Heart) / Aquarius / Intro”        | 32:55   |
| 12.   | „Backstage - Parkpop, The Netherlands, 2005: A Dangerous Mind”                                                             | 1:40    |
| 13.   | „Backstage - Rock Werchter, Belgium, 2005: Stand My Ground”                                                                | 2:26    |
| 14.   | „Backstage - WT on Tour, Spain, 2005: Overcome / Stand My Ground / Forsaken / See Who I Am”                                | 10:37   |
| 15.   | „Backstage - Ruisrock, Finland, 2005: Pale / See Who I Am / Jillian (I'd Give My Heart) / Ice Queen”                       | 4:51    |
| 16.   | „Backstage - Gurten Festival, Switzerland, 2005: Forsaken / Ice Queen”                                                     | 2:42    |
| 17.   | „Backstage - Das Fest, Germany, 2005: Intro / Jillian (I'd Give My Heart) / Auqarius”                                      | 3:00    |
| 18.   | „Backstage - Best Rock FM & Vilar De Mouros, Portugal, 2005: Angels / Memories / Deceiver of Fools / Ice Queen / Stand My” | 6:45    |
| 19.   | „Backstage - Word of Thanks to the Crew, 2005: Candles”                                                                    | 2:05    |
| 20.   | „The Making of the Album - Part One & Part Two: Forsaken / Jillian (I'd Give My Heart) / Stand My Ground / It's the Fear”  | 10:06   |
| 21.   | „The Making of the "Stand My Ground" wideo: Stand My Ground”                                                               | 4:11    |
| 22.   | „The Making of the "Memories" wideo: Memories / Restless”                                                                  | 13:23   |
| 23.   | „The Making of the "Angels" wideo: Angels”                                                                                 | 5:31    |
| 24.   | „Impressions & Interviews: De Boerderij, TMF Special, The Netherlands, 2004”                                               | 4:34    |
| 25.   | „Impressions & Interviews: Bettina S, Finland, 2005: Stand My Ground”                                                      | 10:10   |
| 26.   | „Impressions & Interviews: WT in Dubai, TMF Special, Dubai, 2005: Memories / Angels / Aquarius”                            | 5:48    |
| 27.   | „Impressions & Interviews: TMF Awards & MTV New Flash, The Netherlands, 2005: Stand My Ground / Memories”                  | 7:02    |
| 28.   | „Impressions & Interviews: Live 05 Interview, The Voice, Finland, 2005”                                                    | 3:28    |
| 29.   | „Impressions & Interviews: Kerrang Radio FM, United Kingdom, 2005”                                                         | 1:23    |
| 30.   | „Extra: Open Air Forest Theatre, Kersouwe, The Netherlands, 2004: Jillian (I'd Give My Heart) / Aquarius / Stand My Groun” | 4:07    |
| 31.   | „Extra: The Java Island Special, The Netherlands, 2005: Stand My Ground / Deep Within / The Swan Song / Stand My Ground”   | 8:35    |
| 32.   | „Extra: Bloopers & Things You Were Not Supposed to See...: Ice Queen”                                                      | 8:05    |
| 33.   | „Extra: Credits (The Swan Song)”                                                                                           | 2:00    |
|       | | 3:09:20 |

| CD  | CD                                           | CD      |
| Nr  | Tytuł utworu                                 | Długość |
| --- | -------------------------------------------- | ------- |
| 1.  | „Deceiver of Fools”                          | 7:23    |
| 2.  | „Stand My Ground”                            | 4:30    |
| 3.  | „Jillian (I'd Give My Heart)”                | 4:57    |
| 4.  | „It's the Fear”                              | 4:05    |
| 5.  | „Forsaken”                                   | 4:59    |
| 6.  | „Angels”                                     | 4:09    |
| 7.  | „Towards the End”                            | 3:31    |
| 8.  | „Memories”                                   | 4:02    |
| 9.  | „Intro [From Set 3 "The Silent Force Tour"]” | 1:53    |
| 10. | „See Who I Am”                               | 4:56    |
| 11. | „Pale”                                       | 4:31    |
| 12. | „Jane Doe”                                   | 4:45    |
| 13. | „Mother Earth”                               | 5:44    |
| 14. | „Candles”                                    | 6:53    |
| 15. | „The Other Half (Of Me)”                     | 5:11    |
| 16. | „Ice Queen”                                  | 5:10    |
|     |                                              | 1:16:39 |